# In un giorno qualunque
In un giorno qualunque – singiel włoskiego piosenkarza Marco Mengoniego napisany przez niego samego we współpracy z Piero Calabresem, wydany w październiku 2010 roku i promujący drugi minialbum artysty zatytułowany Re matto oraz jego pierwszą płytę koncertową pt. Re matto live.
Singiel dotarł do piątego miejsca włoskiej listy przebojów i uzyskał certyfikat platynowej płyty w kraju za wynik ponad 30 tys. sprzedanych egzemplarzy.
W listopadzie premierę miał oficjalny teledysk do utworu.

## Lista utworów
Digital download
1. „In un giorno qualunque” – 3:59

## Notowania na listach przebojów
| Kraj   | Lista (2010)  | Najwyższe miejsce |
| ------ | ------------- | ----------------- |
| Włochy | Album Top 100 | 5                 |